# Figueira Champions Classic
Figueira Champions Classic je jednodenní mužský cyklistický závod konaný v portugalském městě Figueira da Foz a okolí od roku 2023. Závod se koná v únoru a předchází etapovému závodu Volta ao Algarve. Úvodní ročník byl součástí UCI Europe Tour na úrovni 1.1. Od roku 2024 je závod součástí UCI ProSeries.

## Seznam vítězů
| Rok  | Země        | Jezdec          | Tým                   |
| ---- | ----------- | --------------- | --------------------- |
| 2023 | Dánsko      | Casper Pedersen | Soudal–Quick-Step     |
| 2024 | Belgie      | Remco Evenepoel | Soudal–Quick-Step     |
| 2025 | Portugalsko | António Morgado | UAE Team Emirates XRG |

### Vítězství dle zemí
| Vítězství | Země        |
| --------- | ----------- |
| 1         | Dánsko      |
| 1         | Belgie      |
| 1         | Portugalsko |